# Пуричани
45°55′ пн. ш. 16°53′ сх. д. / 45.92° пн. ш. 16.88° сх. д.
Пуричани (хорв. Puričani) — населений пункт у Хорватії, в Б'єловарсько-Білогорській жупанії у складі міста Б'єловар.

## Населення
Населення за даними перепису 2011 року становило 136 осіб.
Динаміка чисельності населення поселення: